# Blasco Núñez Vela
Pour les articles homonymes, voir Núñez et Vela.
Blasco Núñez Vela (1490 - 18 janvier 1546) est le premier vice-roi espagnol du Pérou de 1543 à 1546.
Il est défait et décapité par les rebelles de Gonzalo Pizarro, opposés aux Leyes Nuevas protégeant les Indiens. Sa tête finit sur une pique mais Gonzalo Pizarro ordonna ensuite des funérailles chrétiennes.

## Biographie

### Enfance et nomination à la Vice-Royauté du Pérou
Núñez Vela naît à Ávila, dans une famille ancienne et noble. La famille, des seigneurs de Tabadillo, vivaient dans cette région au moins depuis 1403. Il était un descendant de Don Pedro Nuñez de la Fuente Almexir (Fuentearmegil) qui sauva la vie du roi de Castille Alphonse VIII en 1163. Il était un chevalier de l'Ordre de Santiago et corrégidor de Málaga et Cuenca, en Espagne, et se dévoua au service du roi. Un de ses frères était seigneur de la chambre du roi, et un autre était archevêque de Burgos. Bien que considéré comme honnête, loyal et courageux, Núñez était aussi considéré comme impulsif. 
En mars 1542 il est nommé Vice-Roi, gouverneur et capitaine général du Pérou ainsi que président de l'Audiencia, mais aussi capitaine général du Chili, avec un salaire de 5 000 ducats. Il navigua avec faste de Sanlucar (3 novembre 1542), à la tête d'une flotte : il était accompagné de membres de l'Audiencia et de personnalité illustres. Ses dernières instructions données par le roi était de « se montrer sévère pour punir les infractions ». Le respect que Núñez devait montrer à suivre ces recommandations lui coûta la vie. 

### L'instauration des Lois Nouvelles
Les Lois Nouvelles, instaurées le 20 novembre 1542 et promulguées par Charles Quint sous l'influence de réformateurs tels que Bartolomé de las Casas, avaient été établies afin d'améliorer le sort des peuples indigènes des Amériques sous la domination espagnole. Elles avaient été rédigées dans l'intention de clarifier, d'étendre et de renforcer les Lois de Burgos de 1512. Ces dernières avaient en effet fourni une défense des populations indigènes mais n'avaient pas été strictement appliquées. Afin de les imposer et d'empêcher l'insubordination des conquistadors de Nouvelle Espagne et du Pérou, les représentants de la Couronne furent munis de pouvoirs et d'autorisations du roi. La nouvelle charge fut nommée « vice-royauté » avec à sa tête un Vice-Roi ou virrey. Les Audiencias devaient fournir assistance aux vice-rois dans l'administration de la justice civile et criminelle. Les Audiencias étaient composées de quatre oidores (juges).
Les Lois Nouvelles étaient rejetées par les conquistadors parce qu'elles condamnaient le système d'encomiendas, considéré comme esclavagiste : les encomiendas étaient abolies et leur propriété transférée au roi. Naturellement, les conquistadors qui avaient entrepris la conquête du pays au péril de leur vie à peine dix ans plus tôt et qui n'avaient bénéficié que de l'autorisation du roi et non de son aide effective ne souhaitaient pas se laisser déposséder de ce qu'ils considéraient comme leur propriété dûment acquise. 
La résistance s'organisa contre Blasco Núñez dès son arrivée à Lima : les nouvelles des mesures qu'il avait prises durant le voyage l'avaient précédé et il rencontra l'hostilité des officiels locaux et du clergé. Dans ces conditions, Núñez lui-même avait des doutes sur la pertinence de la mise en œuvre des Lois Nouvelles, dans un tel contexte. Il accepta de rejoindre les propriétaires fonciers espagnols de la colonie dans une pétition adressée à l'Empereur afin de les suspendre mais, arguant de son manque d'autorité et de pouvoir, il refusa de les suspendre de sa propre initiative. 
La résistance aggrava sa méfiance et augmenta la sévérité de ses mesures. Il emprisonna Cristóbal Vaca de Castro, son prédécesseur à la tête du gouvernement colonial, et le renvoya en Espagne. Le 13 septembre 1544, au cours d'un entretien tard dans la nuit au palais, il accusa Illan Suárez de Carbajal de trahison. L'échange s'envenima et Núñez tua Suárez avec une dague.

## Déposition de sa charge de vice-roi
La mort de Suárez amena l'Audiencia à rompre avec le Vice-Roi. Comptant sur l'aide de Gonzalo Pizarro, le frère de Francisco Pizarro, les juges se montrèrent déterminés à faire renvoyer Núñez de sa charge et à le renvoyer en Espagne. (Pizarro venait de mettre sur pied une petite armée en opposition au Vice-Roi.) 
Le 18 septembre 1544, ils le déposèrent et ordonnèrent son incarcération. Le Vice-Roi fut envoyé, prisonnier, à l'île de San Lorenzo, pour être remis au juge Álvarez. Détenu par Álvarez, Núñez quitta San Lorenzo pour Panama le 24 septembre. À peine sorti du port, Álvarez dit au Vice-Roi qu'il était maintenant libre et lui redonna les commandes du navire. 

## La guerre civile
Núñez ordonna au navire de mettre les voiles vers Tumbes, où il débarqua au milieu du mois d'octobre. Il rassembla une armée et la mena à la bataille contre les conquistadors. Pizarro fit son entrée solennelle à Lima le 28 octobre, à la tête de 1 200 soldats bien entraînés, bien armés, avec de l'artillerie, sous la bannière royale de la Castille. Les deux camps se proclamaient les défenseurs du roi. Pizarro prêta serment devant l'Audiencia et fut intronisé gouverneur par intérim et capitaine général du Pérou, en attendant un remplacement de vice-roi par le roi. 
Núñez et sa petite force quitta San Miguel (près de Quito) juste avant les soldats de Pizarro, dans l'espoir de faire la jonction avec les forces de Benalcazar, le commandeur de Popayan. Quelques escarmouches non décisives eurent lieu le long de la frontière. Núñez, suspectant une trahison parmi ses officiers, en fit exécuter trois d'entre eux. Núñez arriva à Popayan, et Pizarro occupa Quito, qui était auparavant un territoire allié du Vice-Roi. Gonzalo Pizarro attira Núñez hors de Popayan, à Quito, par un piège. Les deux armées se rencontrèrent le 18 janvier 1546 près d'Iñaquito.
700 soldats de la petite armée de Pizarro combattirent Núñez et sa petite armée (encore plus petite : quelques centaines d'hommes) à Añaquito. Núñez combattit bravement, malgré son âge, mais fut tué dans la bataille et décapité. Sa tête fut promenée au bout d'une pique, plantée sur la place centrale de Quito pour démontrer la victoire des conquistadors et montrer qu'ils étaient aux commandes. Craignant la perte des colonies américaines, la Couronne atténua les Lois Nouvelles et restaura les encomiendas. Le nouveau vice-roi Pedro de la Gasca pacifie le royaume et fonde la Nouvelle-Castille en 1548.
Charles Quint reconnut la mémoire de son vice-roi et ordonna qu'il soit honoré annuellement. Charles Quint fit chevalier deux de ses fils, un de l'Ordre de Santiago et l'autre de l'Ordre d'Alcántara.